# Lac de Pierre-Châtel
Le lac de Pierre-Châtel est un des lacs de Laffrey, situé à 30 km de Grenoble partagé entre  les territoires des communes de Saint-Théoffrey et de Pierre-Châtel en Isère, au pied du massif du Taillefer. Ce lac est d'origine glaciaire.

## Géographie

### Description
Ce lac se présente sous une forme circulaire d'un peu plus de 100 hectares, avec une profondeur maximale de 11 mètres, la moins profonde de tous les lacs du plateau matheysin. Le lac est privé, et toute embarcation y est interdite. La baignade est autorisée dans une zone aménagée. Le propriétaire de ce plan d'eau est la SCI de Marliave -Pierre-Châtel

### Géologie
Durant la glaciation de Würm inférieur (dite Stade II), le glacier de la Romanche se postait à l'entrée de la Matheysine à l'altitude 1330 m et la diffluence allait jusqu'au village des Bruneaux au sud de Pierre-Châtel.
Durant le Würmien moyen (dite stade III), le glacier de la Romanche avait déjà quitté le plateau.La création des quatre lacs de Laffrey s'est effectuée entre ces deux périodes durant le retrait progressif du glacier. Les datations de ces épisodes se sont effectuées progressivement.
Du fait de la variation du climat durant, des périodes de stagnation ont suivi des périodes de retrait plus ou moins longues en durée durant lesquelles le glacier a pu former des moraines successives et des cuvettes plus ou moins profondes donnant naissance aux quatre lacs de Laffrey.

### Climat
Le plateau matheysin, où se situe le lac, est fréquemment balayé par la bise assez glaciale l'hiver et rafraîchissante l'été. L'hiver, la neige peut être abondante compte tenu de l'altitude. À cause de la présence de marécages (appelés les marais, vers 900 mètres d'altitude), les matinées d'hiver sont glaciales avec souvent de la brume. Les températures descendent en dessous de −13 °C tous les hivers et peuvent descendre en dessous de −20 °C et le lac est généralement gelé de janvier à mars la plupart des années.
En été, la température peut dépasser les 30 °C. La température de l'eau des quatre lacs de laffrey est d'environ 18 à 20 °C en juillet.

### Voies de communication
Le lac est bordé par la route nationale 85, plus connue sous le nom de « route Napoléon ». Entre Vizille, situé dans la vallée de la Romnanche et Laffrey, la route emprunte la rampe de Laffrey qui présente une très forte déclivité.

## Toponymie

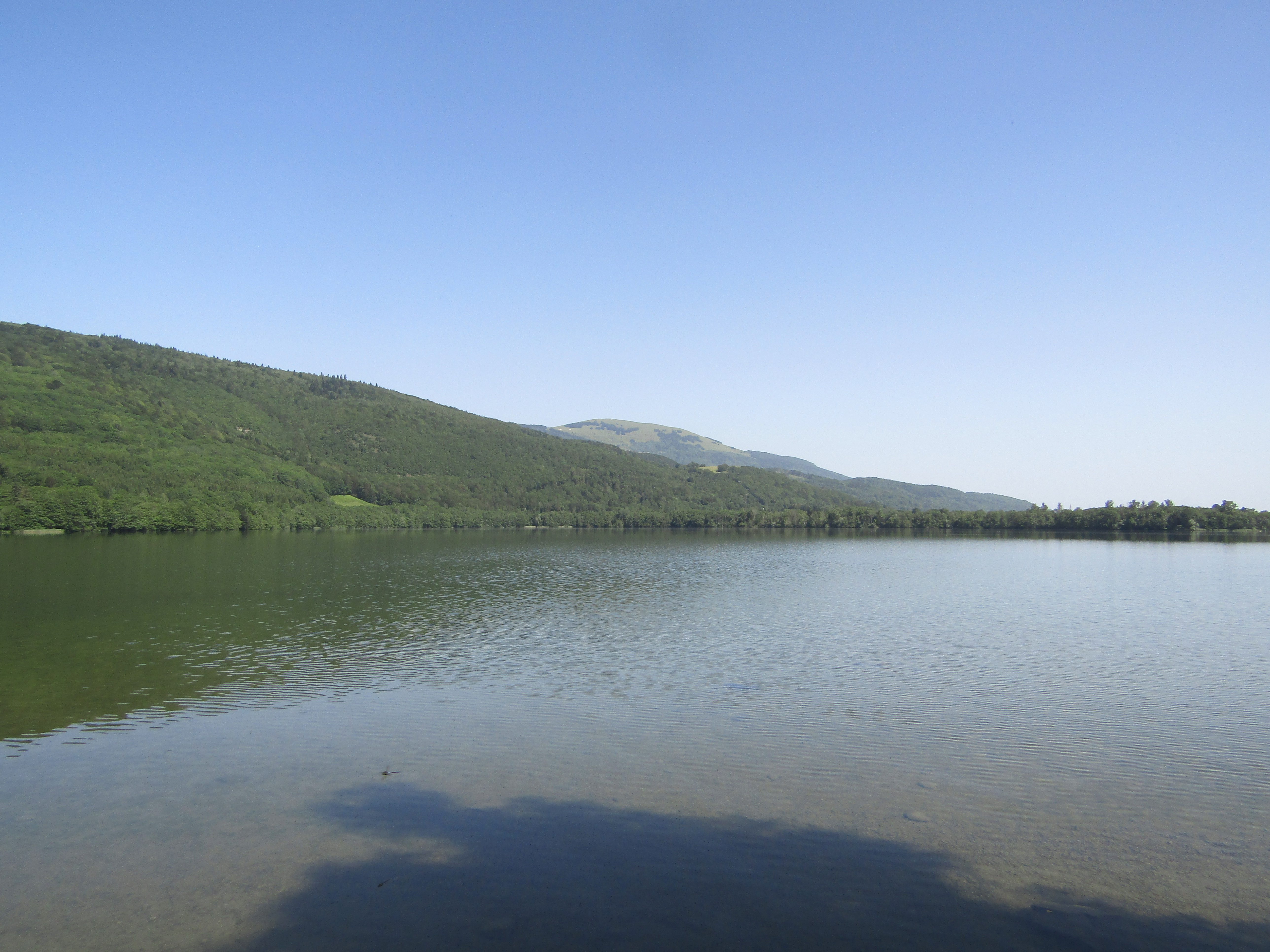
Autre vue du Lac de Pierre-Châtel

Le lac doit son nom à la commune de Pierre-Châtel (anciennement Petra Chastelli), dont le territoire occupe la moitié sud du plan d'eau.

## Écologie
Ce lac du plateau matheysin est classé en ZNIEFF, tout comme le Grand lac de Laffrey et le lac de Pétichet qui l'encadre. 